# Ibiza (stacja metra)
Ibiza – stacja metra w Madrycie, na linii 9. Znajduje się w dzielnicy Retiro, w Madrycie i zlokalizowana jest pomiędzy stacjami Príncipe de Vergara i Sainz de Baranda. Została otwarta 24 lutego 1986.